# Heinrich Helfenstein
Heinrich Helfenstein (* 13. September 1946 in Sempach; † September 2020) war ein Schweizer Architekturfotograf.

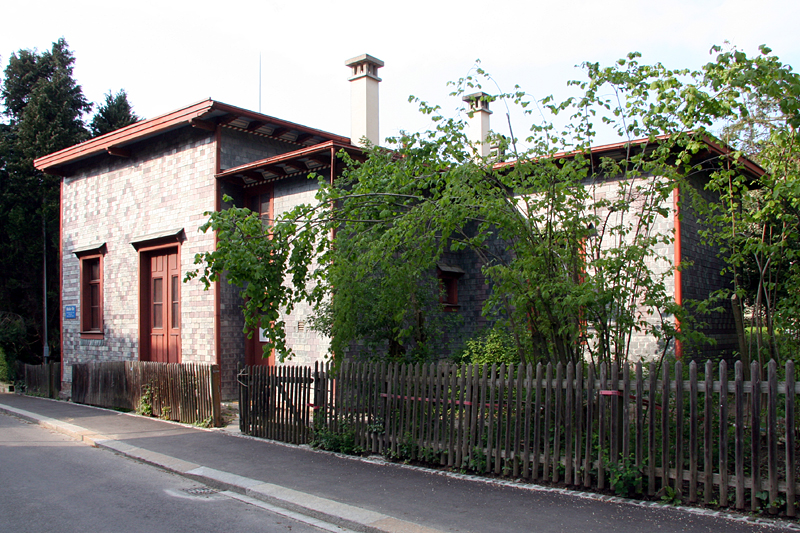
Atelier Arnold Böcklin,
Zürich-Hirslanden

## Werdegang
Heinrich Helfenstein studierte bis 1971 Literatur- und Kunstwissenschaften in Zürich und Florenz. Anschließend lehrte er an der ETH Zürich bei Paul Hofer, Bernhard Hoesli und Aldo Rossi, der Zürcher Hochschule Winterthur und an der Universität Genf. 1980 gründete Helfenstein das Atelier für Architekturfotografie in Zürich, war ab 2000 in den Räumen von Arnold Böcklin in Zürich beheimatet. Er arbeitete in Bereichen der Architektur und Architekturmodelle, Reproduktionen und Ausstellungsansichten.
Heinrich Helfensteins fotografisches Werk wurde 2016 dem Archiv des Instituts für Geschichte und Theorie der Architektur gta der ETH Zürich überlassen.

## Fotografisches Werk
Helfenstein fotografierte für Architekten und Künstler wie Aldo Rossi, Roberto Bianconi, Livio Vacchini, Andrea Palladio, Adolf Krischanitz, Peter Zumthor, Valerio Olgiati, Eduard Neuenschwander, Lux Guyer, Gustav Gull, Santiago Calatrava, Helmut Federle, Peter Märkli, David Chipperfield, Gigon Guyer,  Stürm Wolf, Johannes Itten, Jürg Conzett, Meili Peter, Günther Vogt, Ueli Zbinden, Men Duri Arquint, Graber Pulver, Staufer Hasler, Burkhalter Sumi, Andrea Roost, Gmür Geschwentner, Stücheli Architekten, Pfister Schiess Tropeano und Marques Zurkirchen

## Publikationen
- Michael S. Cullen, Martin Kieren, Heinrich Helfenstein (Fotos), Santiago Calatrava (Illustrator): Calatrava: Berlin. Fünf Projekte / Five Projects. Birkhäuser Verlag, Basel 1994, ISBN 3-7643-2985-8 (deutsch, englisch).
- Lionello Puppi, Donata Battilotti, Heinrich Helfenstein (Fotos): Andrea Palladio. Das Gesamtwerk. DVA, Stuttgart/München 2000, ISBN 3-421-03253-X (Übersetzung von Madeleine Stahlberg; gekürzte Studienausgabe: DVA, München 1994, ISBN 3-421-03060-X).
- Christiane Meyer-Thoss (Hrsg.): Meret Oppenheim. Buch der Ideen. Frühe Zeichnungen, Skizzen und Entwürfe für Mode, Schmuck und Design. Photographien von Heinrich Helfenstein. Gachnang & Springer, Bern 1996, ISBN 978-3-906127-46-0.
- Paspels. Valerio Olgiati. Edition Dino Simonett, Zürich 1998 mit Fotografien von Heinrich Helfenstein und einem Beitrag von Alberto Dell’Antonio